# ريناتو شافيز
ريناتو شافيز (بالبرتغالية: Renato de Araújo Chaves Júnior‏) (مواليد 4 مايو 1990) لاعب كرة قدم برازيلي يجيد اللعب في خط الدفاع.

## الوحدة
في عام 2018 أعلن نادى الوحدة السعودي تعاقده رسميًّا معه في إطار خطة إدارة النادي خطوط الفريق الصاعد حديثًا للدوري و لعب معهم موسمين و بعدها انتقل إلى نادي الباطن.

## روابط خارجية
- ريناتو شافيز على موقع Soccerway.com (الإنجليزية)
- ريناتو شافيز على موقع عالم كرة القدم.نت (الإنجليزية)